# Облачный ресторан
Облачный ресторан, виртуальный ресторан, ресторан-призрак (англ. ghost restaurant — ресторан-призрак, призрачный ресторан; также англ. cloud kitchen — облачная кухня, англ. delivery-only restaurant — ресторан по модели «только доставка», англ. online-only restaurant — онлайн-ресторан, англ. dark kitchen — тёмная кухня) — бизнес в сфере общественного питания, обслуживающий заказы клиентов исключительно онлайн или по телефону.

## Описание
Облачные рестораны имеют значительно меньше накладных расходов, тратя на собственную службу доставки или платя сторонним компаниям доставки, по сравнению с традиционными ресторанами. Затраты традиционных ресторанов включают обслуживание помещения для посетителей, оплату развлечений, траты на персонал, страховку и т. п., что создает значительные расходы. Даже рестораны со значительной долей «еды на вынос» обслуживают большое пространство для отдыха посетителей. Облачным ресторанам не требуются полноценные ресторанные помещения, видимость, привлекательность и доступность, желательные для традиционного ресторана, поэтому они могут сэкономить, занимая более дешёвую недвижимость.
Типичный ресторан-призрак может готовить блюда нескольких разных кухонь. Например, Green Summit работает сразу в нескольких ресторанных концептах из одного офиса. Возможно пробовать новые бренды и кухни с меньшими усилиями и затратами, не нуждаясь в обновлении помещений и обслуживающего персонала. Это выгодно, поскольку наличие нескольких брендов привлекает более широкий круг клиентов.
Большинство ресторанов используют существующие службы доставки. Например, Green Summit, которая владеет несколькими ресторанами-призраками в Чикаго и Нью-Йорке, сотрудничает с Grubhub. Сервис доставки Keatz сотрудничает с ресторанами в Европе. Некоторые компании имеют свою собственную систему доставки, как например, прекратившая деятельность компания Maple из Нью-Йорка. Maple, поддержанный ресторатором Дэвидом Чангом, ориентировал свой бизнес на производительность по количеству блюд в час на кухню — показатель, более типичный для ресторанов быстрого питания. Поиск правильной бизнес-модели является сложной задачей — Maple прекратила свою деятельность в мае 2017 года и была продана британской компании по доставке продуктов питания Deliveroo. Ando, запущенный в 2016 году, также предприятие Дэвида Чанга, закрылось в январе 2018 года и было продано компании Uber Eats.

## Типы облачных ресторанов
Создание ресторана-призрака подразумевает создание бренда виртуального ресторана. Существует три варианта появления ресторанов-призраков.

### Независимый владелец
Человек или компания, не связанные с традиционными ресторанами, могут создать свой призрачный ресторан со своим собственным брендом и веб-сайтом для онлайн-заказов.
Это может быть выгодным, поскольку запуск такого типа ресторана требует меньших затрат и времени (3-4 недели), чем традиционный ресторан с обеденным залом и т. п.

### Традиционный ресторан
Традиционные рестораны могут открыть ресторан-призрак под другим брендом дополнительно к основному физическому ресторану. В этом случае ресторан-призрак предоставляет еду из кухни этого ресторана, но, возможно, с более широким меню. Мексиканский ресторан буррито, например, может также готовить пиццу и продавать её только в ресторане-призраке, не предлагая её в своем физическом ресторане. Это делается для привлечения дополнительных клиентов, ищущих пиццу, не смущая их тем, что пицца приготовлена на мексиканской кухне с буррито.
Другое преимущество этой стратегии заключается в том, что она облегчает проверку новых блюд или меню, поскольку для нового блюда только и требуется, что изменение в онлайн-меню на сайте. И если продажи пиццы окажутся успешными, мексиканский ресторан буррито может добавить их в меню своего физического ресторана.
Создание виртуального бренда не требует дополнительных затрат для традиционного ресторана. У него уже есть кухня и персонал для приготовления пищи. Ему не нужны недели для старта нового бренда, так как все необходимое уже имеется.

### Сервис доставки
Сервисы доставки, такие как Uber Eats и Deliveroo, могут запустить свой ресторан-призрак. Uber Eats создал тёмные кухни для приготовления блюд, которые доступны только на их платформе заказа еды. Для дифференцирования различных блюд и кухонь они создают разные торговые марки, так, Brooklyn Burger Factory, MIA Wings и French tacos — это бренды, созданные для Uber Eats и доступные только в приложении Uber Eats. Это может убедить клиентов выбрать это конкретное приложение, поскольку такие блюда нигде больше не продаются.

## Критика
Призрачные рестораны критикуют за неприятные условия труда и тесные пространства без окон.
В ряде новостных статей в 2015 году было раскрыто, что отдельные «рестораны-призраки» функционируют как нерегулируемые, нелицензированные организации или как фасады для ресторанов, которые могут иметь нарушения санитарных норм.
Городские советы в Великобритании выразили обеспокоенность распространением облачных ресторанов, так как жители жаловались на шум от трафика сервисов доставки.